# 駒支
驹支，姜姓，名驹支，為吾离的孙子，姜戎國的首领。

## 生平
姜戎部落，據說為四嶽後裔，與允姓之戎一樣，原居住在瓜州。因受到秦國勢力擴張壓迫，在晉惠公時，其領袖吾離率眾南遷，在晉國南部建立姜戎國，為晉國附庸。駒支為吾離孫子，繼承成為姜戎領袖。
據《左傳》記載，前559年（魯襄公十四年），在鄭國的向地（今中華人民共和國安徽省蚌埠市懷遠縣西部），晉國召集其附庸國開會，以因應吳國進攻楚國的事件。范宣子因懷疑附庸國與楚國使者有來往，先拘禁了莒國公子務婁。因為懷疑姜戎的忠誠，又準備拘禁駒支。駒支歷數姜戎國對於晉國的貢獻後，並唸誦《小雅》〈青蠅〉詩以表不滿，范宣子道歉，並讓姜戎國參與會盟。